# Крутой маршрут (фильм, 1956)
«Крутой маршрут» (англ. The Great Locomotive Chase) — приключенческий вестерн студии Walt Disney Pictures, основанный на историческом романе Уильяма Питтенгера о реальном событии Гражданской войны, известном как «Великая паровозная гонка».
Снятый в цвете по системе CinemaScope, фильм рассказывает о шпионе Джеймсе Эндрюсе, который вместе с группой огайцев из армии Союза замаскировавшись проникает на территорию Джорджии в тылу Дикси. Там рейдеры угоняют поезд из Атланты и следуют на нём на север обратно к границам Федерации, по пути поджигая мосты и обрывая линии связи.

## Сюжет
Слоган: «Поразительная реальная шпионская история… ставшая великолепным кинофильмом» (англ. A Remarkable True Spy Story… Now A Great Motion Picture!)
Повествование идёт от лица капрала Уильяма Питтенгера, который рассказывает, как его вместе с несколькими сослуживцами вызвали в Вашингтон, где военный министр Эдвин Стэнтон выразил восхищение перед солдатами за их дерзкую и смелую операцию в Джорджии, повергшую Конфедерацию в шок. Далее рассказчик начинает вспоминать события годовой давности.
Действие переносится на начало апреля 1862 года, когда вовсю идёт Гражданская война. К югу от Нашвилла (Теннесси) в своём штабе федеральный генерал Митчел даёт шпиону Джеймсу Эндрюсу из Кентукки задание поникнуть в тыл армии Юга и уничтожить Западно-Атлантическую железную дорогу между Чаттанугой и Атлантой. Сам Митчел в свою очередь сперва захватит Хантсвилл, тем самым разорвав железнодорожную линию из Мемфиса, а после направиться на Чаттанугу, которая не имея возможности получить подкрепления от Борегара и из Джорджии быстро падёт. Захват этого важного железнодорожного узла позволит разорвать фронт надвое и значительно ускорить поражение Конфедерации, что означает окончание войны. Следующей ночью в понедельник (7 апреля) в лесу шпион встречается с двумя десятками огайцев-добровольцев из дивизии Митчела. Под раскаты приближающейся грозы Эндрюс рассказывает солдатам о целях операции, предупредив заодно о высоком риске мероприятия, так как в случае попадания в плен с добровольцами поступят как со шпионами — повесят, а могут даже четвертовать на месте. Также он сообщает, что необходимо успеть сесть на вечерний поезд из Чаттануги в четверг (10 апреля), на котором доехать до Мариетты (Джорджия), где переночевать в гостинице, чтобы ранним утром в пятницу сесть на нужный экспресс на север. Небольшими группами рейдеры начали свой путь в тыл врага, но практически с самого начала их сопровождает сильный дождь, затрудняющий продвижение. На берегу реки Теннесси несколько огайцев остаются на ночлег в местной гостинице, где встречают Эндрюса. Той же ночью шпион говорит своим людям, что из-за непогоды Митчелл наверняка отложит наступление на день, а значит и сам рейд переносится на субботу (12 апреля).
Утром 12 апреля в Мариетте рейдеры садятся на ведомый паровозом «Генерал» грузо-пассажирский поезд из Атланты в Чаттанугу, для конспирации приобретя билеты на разные пункты назначения. Однако огайцы привлекают внимание начальника поезда (кондуктора) Уильяма Фуллера. Кондуктор подсаживается к Эндрюсу, с которым уже знаком, и высказывает свои подозрения относительно этой группы мужчин, которые притворяются, что незнакомы друг с другом, тогда как их поведение выдаёт обратное. Фуллер считает их дезертирами, которых обязан сдать властям, однако в ответ кентуккиец показывает письмо от якобы генерала Борегара, убедив железнодорожника, что является агентом Конфедерации, как и его люди. На станции Биг-Шанти большинство пассажиров выходят из поезда, чтобы позавтракать в расположенном рядом здании; к ним присоединяется и вся поездная бригада. Воспользовавшись такой ситуацией, а также отсутствием на станции телеграфа, рейдеры на виду у часовых расположенного близ путей военного лагеря отцепляют пассажирские вагоны, после чего угоняют паровоз вместе с тремя порожними грузовыми вагонами. Когда железнодорожники выбегают из здания наружу, то видят лишь скрывающийся за поворотом состав. Решив, что угонщиками являются дезертиры из лагеря, кондуктор Фуллер бросается за ними в погоню на своих двоих; следом за ним к преследованию «Генерала» подключаются машинист паровоза Джефф Кайн и инспектор по локомотивам Энтони Мёрфи (ехал пассажиром).
Угнав состав, рейдеры совершают периодические остановки, чтобы разобрать пути и оборвать линии связи. Достигнув станции Кингстон они вынуждены ожидать плановый встречный поезд, а для отвода подозрений окружающих кентуккиец придумывает легенду, согласно которой «Генерал» ведёт специальный поезд с боеприпасами для Борегара. Спустя некоторое время с севера прибывает поезд, однако оказывается, что он не только вне расписания, но ещё у него на скотосбрасывателе почему-то закреплён красный флаг — сигнал о дополнительном составе, который едет следом. От машиниста рейдеры узнают, что вопреки предположениям Эндрюса генерал Митчел не стал откладывать наступление из-за дождя и накануне в пятницу захватил Нашвилл, а теперь направляется к Чаттануге, что и привело к появлению дополнительных поездов с севера. Тем временем подозрения относительно шпиона на станции нарастают всё сильнее и его уже вот-вот разоблачат, когда наконец прибывает очередной встречный поезд. Состав Эндрюса спешно покидает Кингстон, стоянка в котором составила почти час.
Преследуя угонщиков, Фуллер, Мёрфи и Кайн сперва у встретившихся по пути рабочих берут ручную тележку, а затем перехватывают и небольшой маневровый локомотив «Ёна», на котором следуют до Кингстона. Но станция оказывается заблокирована для сквозного проезда, а попытка сообщить об угоне дальше на север оказывается безуспешной, так как линия связи уже оборвана. Преследователи перебираются на паровоз «Уильям Смит», чтобы продолжать погоню уже на нём, однако спустя всего несколько миль натыкаются на разобранный участок пути. Железнодорожники было впадают в отчаяние, когда слышат с севера приглушённый звук свистка — это может быть только отставший от расписания поезд Питера Брэккена. Фуллер и Мёрфи бегут дальше на север и вскоре перехватывают этот грузовой состав, ведомый паровозом «Техас», на который и забираются. Следуя теперь постоянно задним ходом, они достигают станцию Адэрсвилл, где отцепляют вагоны от локомотива и заодно подбирают двух человек, согласившихся помочь в преследовании янки. Далее на станции Калхун им встречается пассажирский экспресс, ведомый паровозом «Катуса», бригаду которого удаётся убедить присоединиться к погоне.

Уверенные в отсутствии погони, рейдеры совершают очередную остановку и уже собираются снова разобрать пути, когда неожиданно видят приближающийся с юга паровоз. Некоторые из огайцев предлагают дать бой преследователям, однако Эндрюс опасается, что за ними гонится целый отряд военных, а потому лучше отступить. Пытаясь оторваться от погони, диверсанты начали устраивать различные препятствия, однако решимость Фуллера и его людей столь сильна, что эти действия лишь замедляют «Техаса», который продолжает упорно преследовать «Генерала». После Долтона рейдеры делают остановку для пополнения запасов топлива и воды, а также чтобы оборвать телеграфные провода. В этот же момент в самом Долтоне с «Техаса» на платформу спрыгивает юный телеграфист Хендерсон (сел в Калхуне), который, вбежав в свой офис, начинает передавать в Чаттанугу сообщение Фуллера об угоне; он успевает это сделать всего за секунды до обрыва линии связи. Приближаясь к переправе над рекой Чикамога, северяне поджигают грузовой вагон, а затем оставляют его внутри крытого моста, при этом поставив на стояночный тормоз. Но из-за недавно прошедшего дождя деревянная конструкция моста отсырела и не хочет быстро загораться; благодаря этому Фуллер, несмотря на бушующее внутри пламя, смог успеть снять вагон с тормоза, а затем с помощью «Техаса» вытолкать его наружу.
К этому времени на «Генерале» запасы топлива и воды уже почти иссякли, поэтому, идя навстречу своим людям, Эндрюс решает устроить засаду против преследователей. Но их планы нарушает кавалерия, прибывшая из Рингголда по указанию полковника Лидбеттера; северяне обращаются в бегство и прячутся в лесу. Через минуту прибывает «Техас»; упорство кондуктора Уильяма Фуллера позволило тому всё-таки вернуть свой поезд, разрушив при этом планы диверсантов.
В течение недели все рейдеры были выслежены и схвачены. Далее из-за приближающейся армии Союза их начинают перевозить из одного города в другой, прежде чем помещают в тюрьму в Атланте. Вскоре северяне узнают, что суд вынес вердикт — смертная казнь через повешение. Ночью одному из огайцев удаётся освободить всех заключённых от цепей. Утром они организуют побег, в ходе которых почти весь отряд рейдеров перелезает через стену, за исключением Эндрюса и Кэмпбелла, которые остаются, чтобы дать отпор охране. Позже часть беглецов всё-таки была поймана, но восемь человек, включая Питтенгера, смогли достичь границы Севера. Последним желанием Эндрюса перед смертью является встреча с Фуллером, что и происходит против желания последнего. Когда кондуктор приходит к шпиону, последний приносит извинения за сказанную ранее ложь, а также признаёт своё поражение в «битве». Затем Эндрюс сожалеет, что не доживёт до конца войны, когда обе стороны наконец-то смогут встретиться и обменяться рукопожатиями, после чего просит Фуллера сделать это сейчас. Два бывших соперника пожимают друг другу руки, что символизирует примирение Севера и Юга.
Далее нас возвращают в Вашингтон в 1863 год. Вновь показывают бывших рейдеров, которые оказались первыми кавалерами высшей военной награды страны — на груди каждого из них теперь блестит Медаль Почёта. Министр Стэнтон сообщает, что данная награда будет также присуждена посмертно и погибшим рейдерам, за исключением их лидера Джеймса Эндрюса, так как, к сожалению, Медалью Почёта нельзя награждать гражданских; однако, как резюмирует министр, Эндрюс получил другую награду — навсегда вписал своё имя в историю. Питтенгер благодарит Стэнтона от имени всех участников рейда.

## В ролях
| Актёр            | Роль                                                         |
| ---------------- | ------------------------------------------------------------ |
| Фесс Паркер      | шпион федератов Джеймс Эндрюс лидер группы рейдеров          |
| Джеффри Хантер   | кондуктор Уильям Фуллер железнодорожник конфедератов         |
| Джефф Йорк       | солдат Уильям Кэмпбелл из армии Союза                        |
| Джон Лаптон      | капрал Уильям Питтенгер из армии Союза                       |
| Эдди Файрстоун   | солдат Роберт Буффум из армии Союза                          |
| Кеннет Тоби      | инспектор Энтони Мёрфи железнодорожник конфедератов          |
| Дон Мегоуан      | сержант-майор Мэрион Росс из армии Союза                     |
| Клод Джарман-мл. | солдат Джейкоб Пэрротт из армии Союза                        |
| Гарри Кэри-мл.   | солдат Уильям Бенсингер из армии Союза                       |
| Леонард Гир      | солдат Джеймс Уилсон из армии Союза                          |
| Джордж Роботэм   | солдат Уильям Найт из армии Союза и машинист паровоза        |
| Стэн Джонс       | солдат Уилсон Браун из армии Союза и машинист паровоза       |
| Марк Хэмилтон    | солдат Джон Уолам из армии Союза                             |
| Джон Уайли       | солдат Джон Скотт из армии Союза                             |
| Слим Пикенс      | машинист «Техаса» Питер Брэккен железнодорожник конфедератов |
| Дуглас Блекли    | кочегар «Техаса» Генри Хэни железнодорожник конфедератов     |
| Морган Вудворд   | солдат Алекс из армии Конфедерации (поёт в поезде)           |
| У. С. Бирден     | старый стрелочник со станции Кингстон                        |
| Харви Эстер      | Джесс Макинтайр                                              |
| Чак Роберсон     | начальник тюрьмы конфедератов (в титрах не указан)           |
| Дик Сарджент     | солдат из армии Союза (в титрах не указан)                   |
| Дейл Ван Сикел   | лесоруб Алонзо Мартин (в титрах не указан)                   |

## Создание
Среди известных интересов аниматора и продюсера Уолта Диснея были старинные поезда, причём с годами увлечение ими только росло; неслучайно уже в первом Диснейленде, открытом в 1955 году, с самого начала присутствовала железная дорога. Также Дисней ещё будучи ребёнком встречался с ветеранами Гражданской войны и любил слушать их рассказы о сражениях; тогда же он наткнулся на книгу авторства Уильяма Питтенгера о рейде Эндрюса, и эта шпионская история с погоней за паровозом его сильно зацепила. Когда компания Диснея начала снимать художественные фильмы, логично, что достаточно скоро встал вопрос о создании кинокартины и на железнодорожную тематику. Тогда было решено экранизировать книгу Питтенгера.
На тот момент уже существовала комедия, основанная на рейда Эндрюса — «Генерал» режиссёра Бастера Китона, снятая в 1926 году. Однако этот фильм отнюдь не соответствовал реальным событиям, а также показывал северян как отрицательных персонажей; Дисней же хотел снять историю как можно ближе к оригиналу. Консультантом для будущей кинокартины был выбран художник-историк Уилбур Джордж Куртц (Wilbur George Kurtz), который являлся зятем Уильяма Фуллера, знал лично некоторых рейдеров, а в прошлом был и техническим консультантом для нескольких фильмов Голливуда, включая «Унесённые ветром».

### Подвижной состав
К началу съёмок были целы главные участники погони: «Генерал» находился на центральной станции Чаттануги, тогда как «Техас» — в музее «Циклорама» в Атланте. Однако оба эти локомотива уже были в нерабочем состоянии, а ремонт стоил бы слишком дорого, поэтому пришлось искать им замену. Тогда у кинокомпании Paramount Pictures был взят в аренду действующий «Иньо» (тип 2-2-0, 1875 год выпуска), который несколькими годами ранее уже снялся в другом диснеевском фильме — «Так дорого моему сердцу». Ещё два паровоза лично Уолт Дисней выбрал в Музее Балтимор—Огайской железной дороги — «Уильям Мейсон» (тип 2-2-0, 1856 год выпуска) и «Лафайет» (тип 2-1-0, реплика 1927 года); в данном музее были арендованы и пять вагонов — два пассажирских, один почтовый и два товарных. Также были изготовлены пять муляжей грузовых вагонов, которые использовали для сцен с разрушениями.
Для соответствия эпохе локомотивы подверглись переделке, в том числе их перекрасили, поставили дымовые трубы с увеличенными искроуловителями, усиленные скотосбрасыватели, а также сняли пневматические тормоза, которые в 1860-х годах ещё не применялись; у «Лафайета» дополнительно была надстроена крыша над площадкой машиниста. Пассажирские вагоны были перекрашены в жёлтый цвет. В фильме «Уильям Мейсон» сыграл паровозы «Генерал» (его захватили рейдеры) и «Катуса» (появляется на станции Калхун), «Лафайет» — «Ёна» (небольшой локомотив, на котором Фуллер прибыл в Кингстон), а «Иньо» — «Нью-Йорк» (вёл встречный поезд в Кингстоне), «Уильям Смит» (на него сел Фуллер в Кингстоне) и «Техас» (на нём велось основное преследование).

Снявшиеся в фильме паровозы
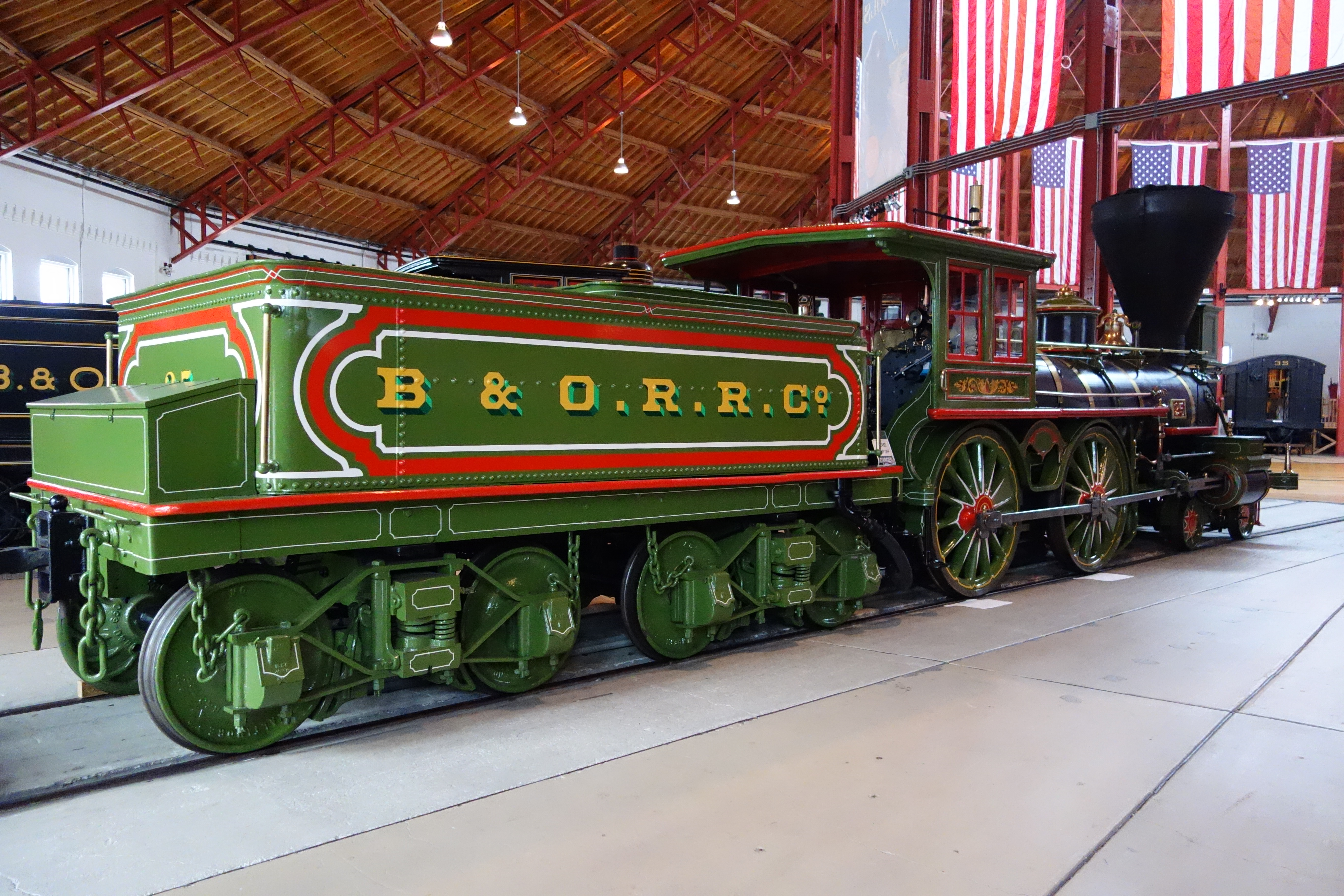
«Уильям Мейсон» (фото 2017 года) Сыграл паровозы «Генерал» и «Катуса»
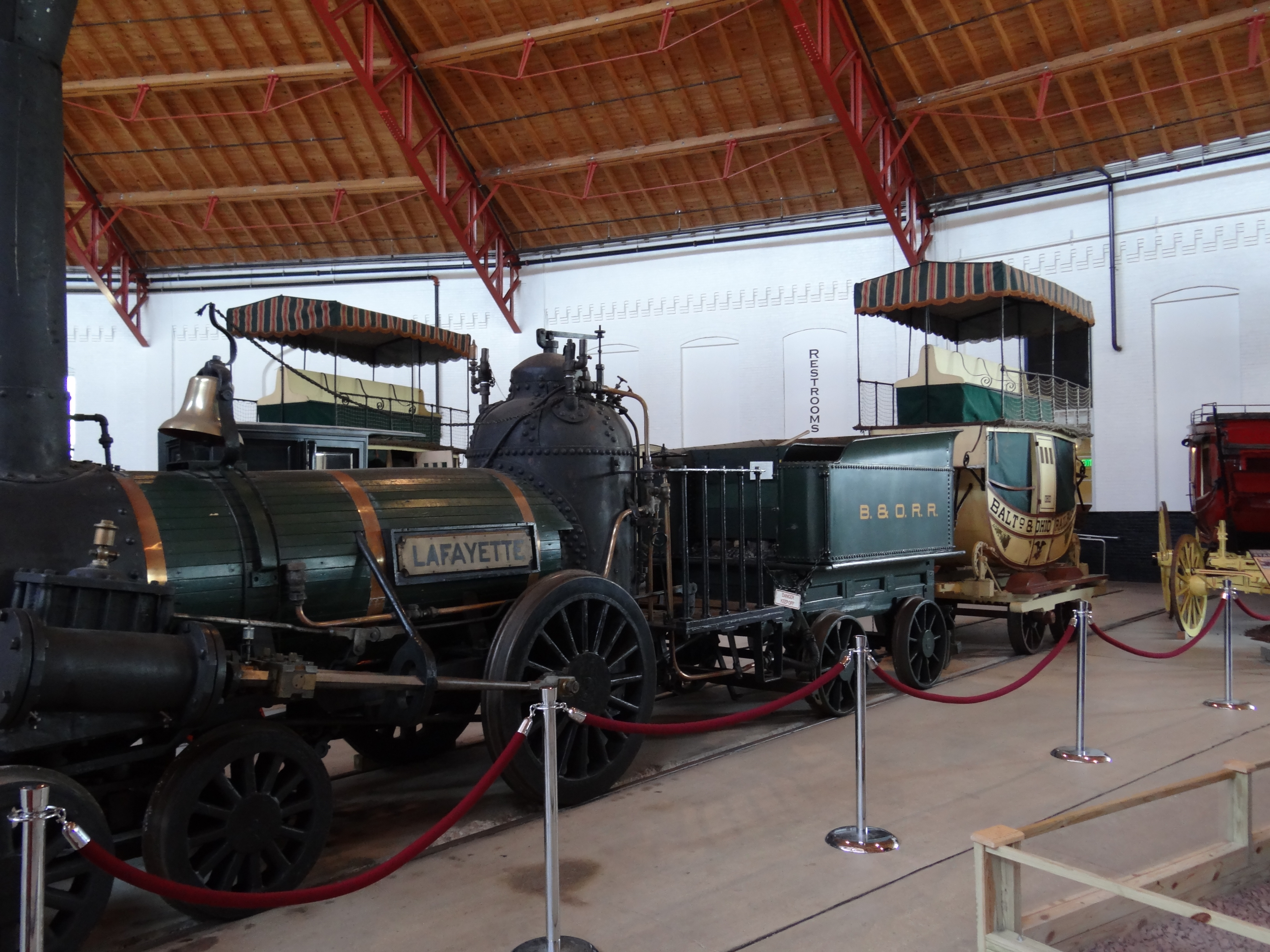
«Лафайет» (реплика, фото 2018 года) Сыграл паровоз «Ёна»
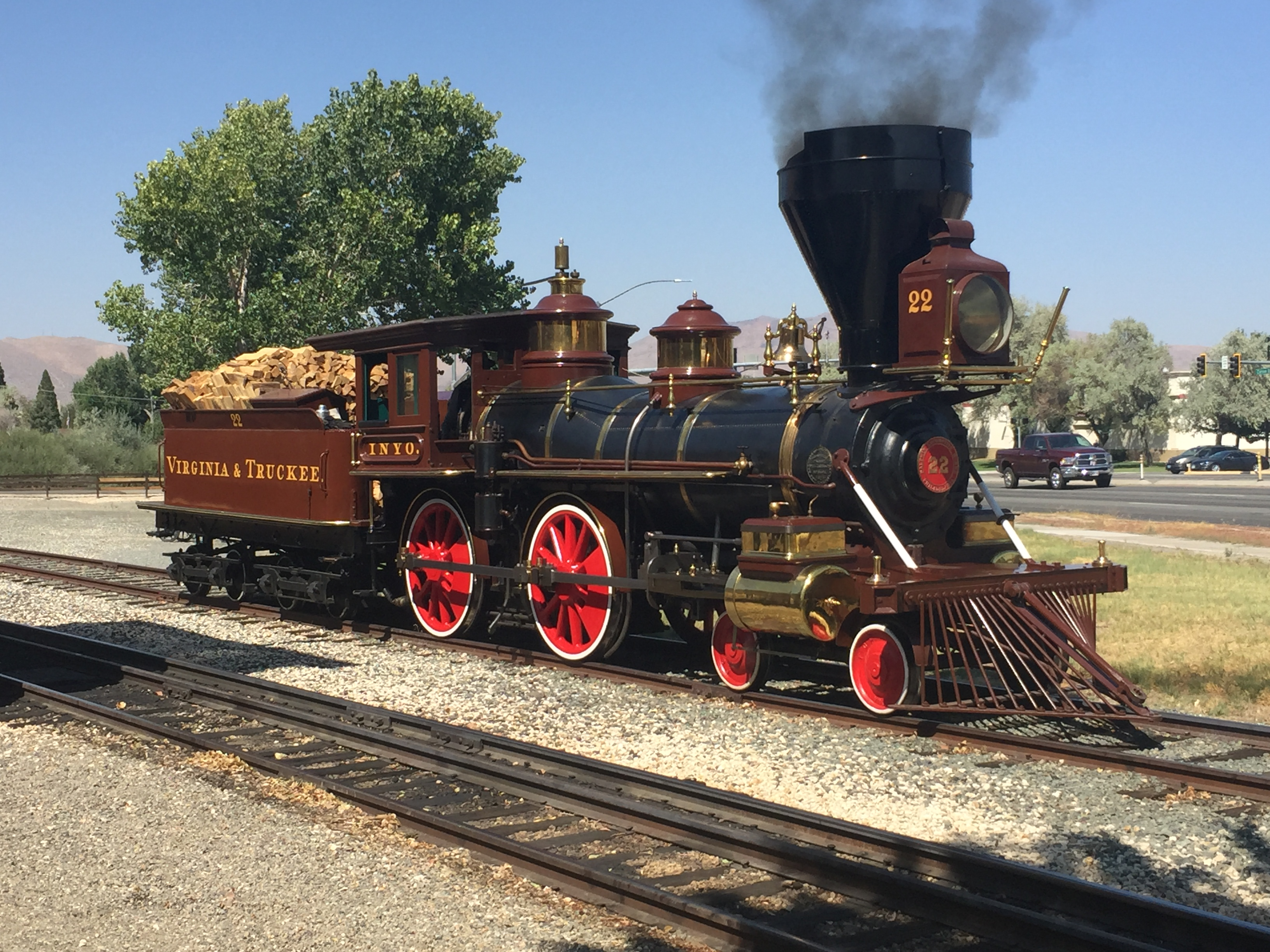
«Иньо» (фото 2018 года) Сыграл паровозы «Нью-Йорк», «Уильям Смит» и «Техас»

### Место съёмок

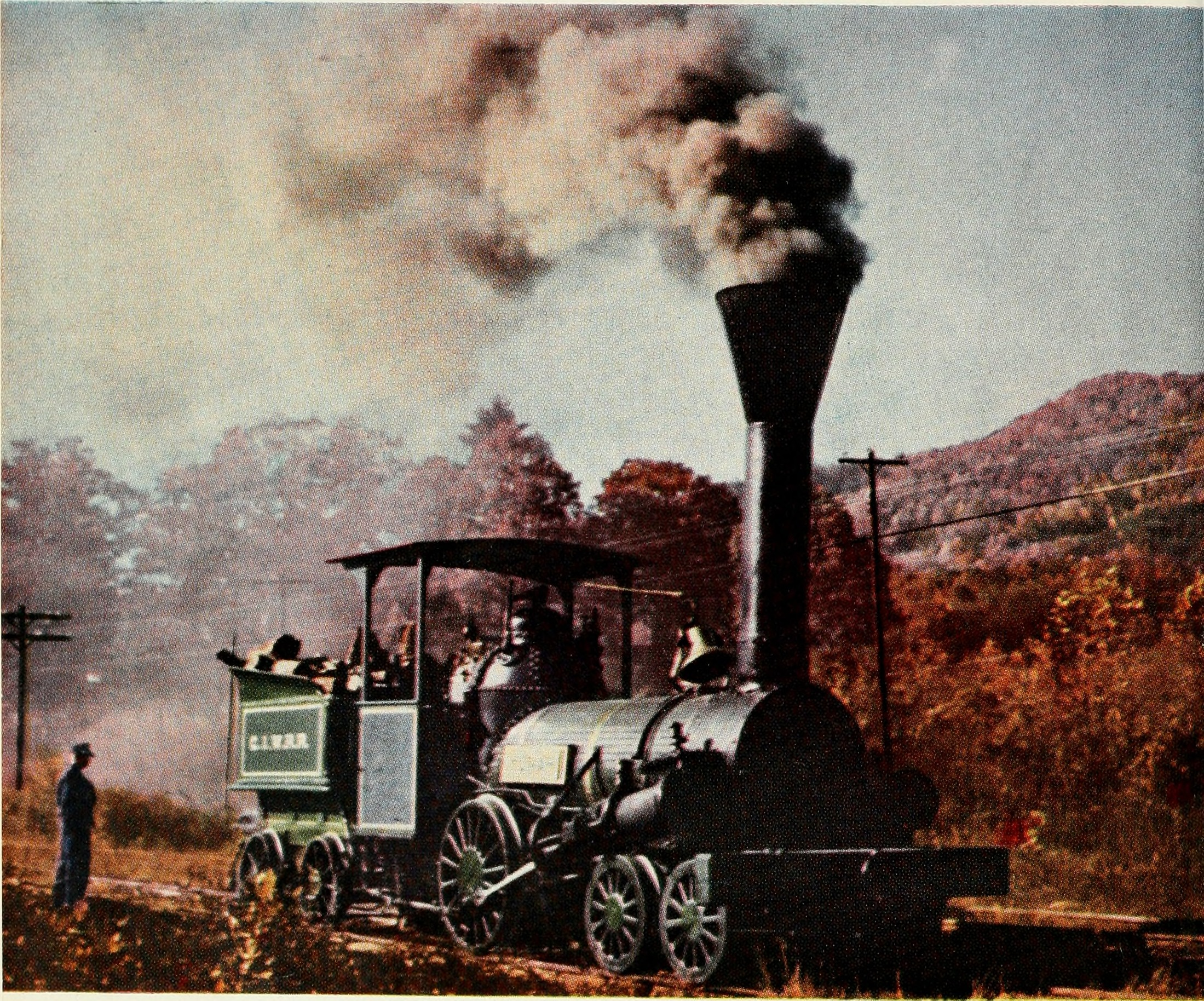
«Лафайет» («Ёна») во время съёмок.

Бывшая Западно-Атлантическая дорога (с 1890 года принадлежала железной дороге Нашвилл—Чаттануга—Сент-Луис) являлась основной магистралью Джорджии и неоднократно модернизировалась, в том числе некоторые участки были спрямлены, поэтому в 1950-х она уже совсем не соответствовала облику 1862 года. Тогда был начат поиск подходящей железной дороги, которая сохранила бы строения прошлого века, одноколейный путь с деревянными шпалами, а рядом должна была проходить телеграфная линия с одним проводом. К счастью, вскоре создатели фильма её нашли, причём неподалёку от региона, в котором происходили оригинальные события — Таллула-Фолсская дорога, которая находилась в полусотне миль (около 80 км) к северу от Западно-Атлантической магистрали. При длине всего 58 миль (93 км) она была очень извилистой в плане и проходила в основном по дикой местности, а её пути были достаточно обветшалые. Также на ней имелись 42 моста, причём только один из них был выполнен из бетона, тогда как остальные сохранили деревянную конструкцию. К тому же на данной дороге с 1946 года прекратились пассажирские перевозки, а грузовые осуществлялись всего одним поездом в сутки, поэтому в остальное время она пустовала.

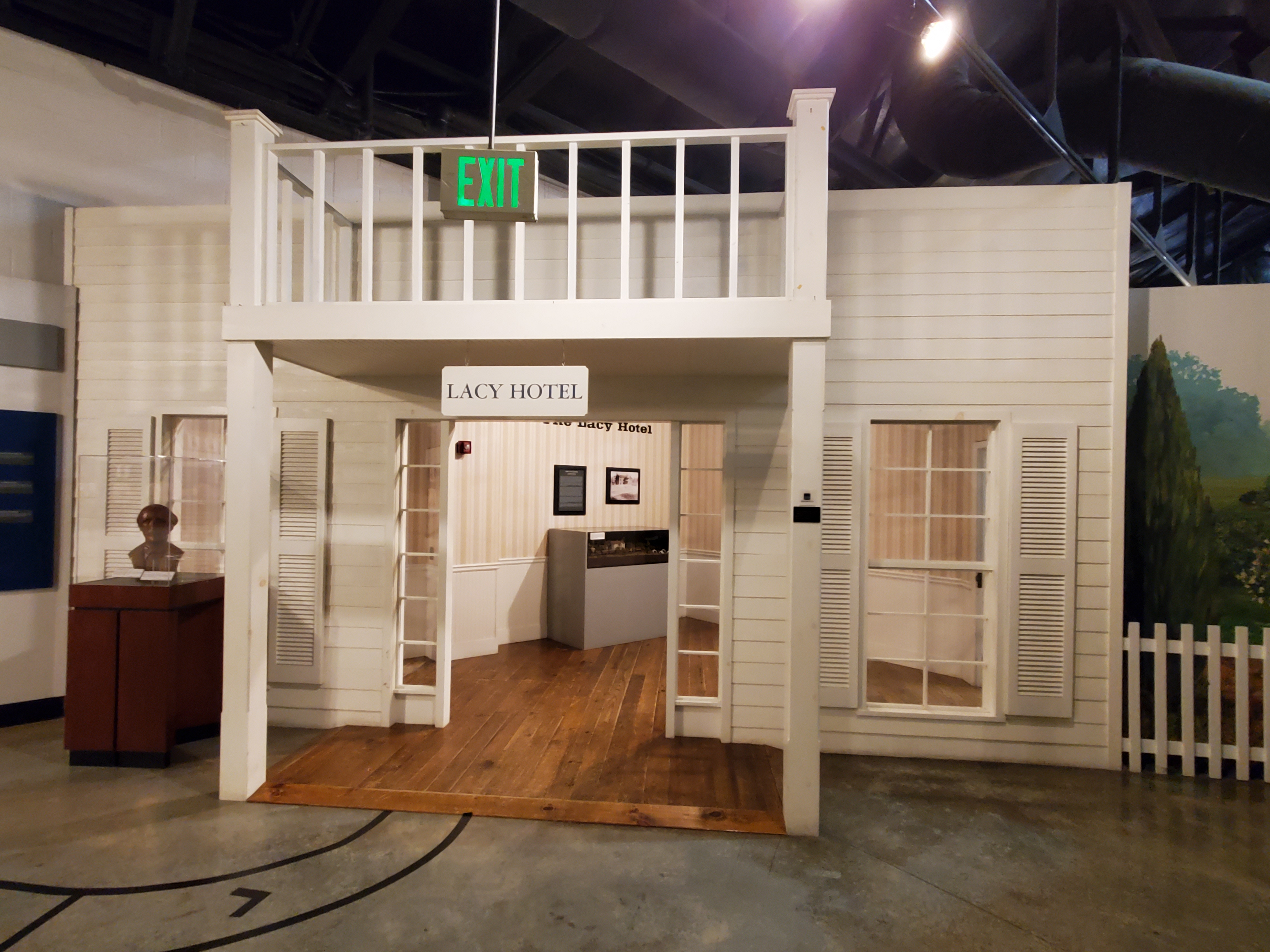
Реконструкция входа в гостиницу «Лэйси»

Для съёмок будущего фильма это оказалась отличная локация, поэтому за 10 000 долларов данную линию арендовали на 6 недель. Так как не было возможности снять краном и поставить на рельсы доставленные на платформах локомотивы, временно выкопали выемку, по которой опустили вагоны до уровня земли, чтобы паровозы могли съехать. Старинные машины был подготовлены, а затем прошли испытательные поездки по дороге, в ходе которых проверялась их работа на дровяном отоплении, а также воздействие на старый путь; иногда за рычаги управления вставал и сам Дисней, который часто появлялся на площадке в серой фуражке армии Конфедерации. Были наняты машинисты Таллула-Фолсской железной дороги, которые управляли паровозами и в процессе съёмок, при этом им приходилось находиться в лежачем положении, чтобы не попадать в кадр; дополнительно пришлось и освоить навыки торможения контрпаром из-за отсутствия привычных тормозов. В основном съёмки поездов проходили близ Клейтона и Таллула-Фолс; локомотивы «Уильям Мейсон» и «Иньо» при этом эксплуатировались достаточно интенсивно, о чём говорит тот факт, что их пробег составил не менее 1000 миль (1600 км).
Для экономии у здания гостиницы «Лэйси» был построен лишь первый этаж, а второй нарисовали на холсте, после чего этажи совместили с помощью комбинированной съёмки. Так как на Таллула-Фолсской трассе отсутствовали тоннели, для воссоздания тоннеля под горой Четугета у склона одного из холмов был сооружён искусственный портал. В ходе съёмок Уолт Дисней периодически объезжал городки вдоль железной дороги, в подтверждение чему имеются различные фотографии. Аниматор был в полном восторге от этой живописной линии и даже хотел её выкупить, превратив в аттракцион. Но его отговорили от этой затеи, рассказав о накопившихся за дорогой огромных долгах, которые ему тогда пришлось бы возместить.

### Подбор актёров

На съёмочной площадке: Слим Пикенс (машинист Питер Брэккен, вверху) и Дуглас Блекли (кочегар Генри Хэни, внизу) в будке «Иньо» (паровоз «Техас»)

На роль Джеймса Эндрюса был взят Фесс Паркер, который тогда набирал популярность благодаря исполнению роли Дэви Крокетта в одноимённом минисериале. Его коллеги по сериалу Джефф Йорк (Майк Финк), Дон Мегоуан (Уильям Тревис) и Кеннет Тоби (Джеймс Боуи) также снялись в данном фильме, сыграв соответственно огайцев-солдат Уильяма Кэмпбелла (в действительности был гражданским добровольцем), Мэриона Росса и инспектора по локомотивам Энтони Мёрфи. Уильяма Фуллера сыграл Джеффри Хантер, а Уильяма Питтенгера (рассказчик) — Джон Лаптон. Причём Лаптон оказался настолько убедителен в своей роли, что консультант фильма Уилбур Куртц, который лично знал некоторых рейдеров, принял актёра за сына Питтенгера; сам историк Куртц также появляется в фильме в одной из сцен.
Для исторической достоверности, на роль южан нанимались актёры из южных штатов, так как они имели характерный акцент; в частности, поющего в поезде солдата из Дикси сыграл техасец Морган Вудворд, для которого эта роль стала дебютом в кино, а машиниста Питера Брэккена — Слим Пикенс, известный своими ролями ковбоев из-за техасского акцента. Активно привлекались и местные жители, особенно из города Клейтон, Например, 14-летний школьник Дуглас Блекли, который подрабатывал в кафе, сыграл юного кочегара с «Техаса» Генри Хэни, а владелец этого же кафе — владельца ресторана при гостинице «Лэйси» в Биг-Шанти. Бывший мэр Клейтона также снялся в фильме, исполнив роль старого стрелочника со станции Кингстон, который с большим подозрением относится к Эндрюсу; этот персонаж интересен тем, что взят целиком из книги Питтенгера, в которой даже называется его имя — Урия Стефенс (Uriah Stephens). В действительности же Стефенс был не старым стрелочником, а дежурным по станции возрастом около 44 лет, который действительно хотел помешать захваченному составу покинуть Кингстон, из-за чего кентуккйцу пришлось самому переводить стрелки; такое противоречие объясняется тем, что Питтенгер во время стоянки на этой станции находился внутри вагона и не мог видеть Стефенса, лишь слыша его голос, на основе которого и додумал образ

## Критика
Кинокартина получила неоднозначные отзывы. Журналист и критик Босли Краузер из The New York Times высоко оценил занимающие более половины хронометража сцены с мчащимися по рельсам паровозами, отметив, что в этом можно прочувствовать железнодорожный фанатизм Диснея. Положительно критик отозвался и об игре основных актёров. Но при этом у картины оказался слабый сценарий, из-за чего порой возникает полная неразбериха и зритель даже может запутаться, кто за кем гонится. К тому же весь экшен пропадает, когда рейдеры покидают «Генерала», а сцена побега из тюрьмы и вовсе разочаровывает. The Monthly Film Bulletin отмечал, что несмотря на некоторые захватывающие сцены, в целом картина проигрывает тем же вестернам про Дэви Крокетта с Фессом Паркером в главной роли; к тому же в фильме отсутствует злодей как таковой, так как оба соперника (Эндрюс и Фуллер) показаны одинаково положительными, из-за чего зритель попросту не понимает, за кого ему переживать, что снижает драматизм сюжета.
Отдельных отрицательных отзывов вестерн удостоился и за исторические несоответствия. Например, в финале первую медаль Почёта вручили Уильяму Питтенгеру, но в действительности первым награждённым был Джейкоб Парротт (его сыграл Клод Джарман-младший), который в этой сцене как раз отсутствует; к тому же в фильме совсем не объясняется, почему рейдеры получили эту высокую награду за проваленную миссию. Отсутствие хеппи-энда, так как отряд северян не выполнил поставленную задачу, а главный герой в конце был казнён, и вовсе делает данную картину довольно депрессивной.

### Комментарии
1. ↑  В действительности менее чем за месяц до рейда Уильям Питтенгер получил звание сержанта
2. ↑  Джеймс Эндрюс действительно был знаком Уильяму Фуллеру, так как часто путешествовал по Западно-Атлантической дороге[3]
3. ↑  Тот факт, что «Катуса» присоединился к погоне[5], в фильме не показан.
4. ↑  В действительности Питтенгер был схвачен и в следующем году обменян
5. ↑  Экспонат Южного музея Гражданской войны и истории локомотивов[англ.] в Кеннесо
6. ↑  На самом деле Питер Брэккен был родом из Филадельфии (Пенсильвания), то есть с Северо-Востока[14]